# Lajos Balthazár
Lajos Balthazár (Budapest, 30 de junio de 1921-Budapest, 1 de febrero de 1995) fue un deportista húngaro que compitió en esgrima, especialista en la modalidad de espada.
Participó en tres Juegos Olímpicos de Verano entre los años 1948 y 1956, obteniendo una medalla de plata en Melbourne 1956 en la prueba por equipos. Ganó tres medallas en el Campeonato Mundial de Esgrima entre los años 1955 y 1958.

## Palmarés internacional
| Juegos Olímpicos   | Juegos Olímpicos            | Juegos Olímpicos  | Juegos Olímpicos   |
| Año                | Lugar                       | Medalla           | Prueba             |
| ------------------ | --------------------------- | ----------------- | ------------------ |
| 1956               | Melbourne (Australia)       | Medalla de plata  | Espada por equipos |
| Campeonato Mundial |                             |                   |                    |
| Año                | Lugar                       | Medalla           | Prueba             |
| 1955               | Roma (Italia)               | Medalla de bronce | Espada por equipos |
| 1957               | París (Francia)             | Medalla de plata  | Espada por equipos |
| 1958               | Filadelfia (Estados Unidos) | Medalla de plata  | Espada por equipos |